# Tyknæbbet lappedykker
Tyknæbbet lappedykker (Podilymbus podiceps) er en fugleart af lappedykkere. Udbredelsesområdet for arten er store dele af Amerika fra Canada sydover til og med Brasilien. Det er en sjælden gæst i Europa, men aldrig i Danmark.